# Musaranya d'Angola
La musaranya d'Angola (Crocidura erica) és una espècie de mamífer eulipotifle de la família de les musaranyes (Soricidae) que viu a Angola. El seu principal problema és la seva àrea de distribució, que és molt restringida.